# Leabua Jonathan
Joseph Leabua Jonathan (ur. 30 października 1914 w Hlotse, zm. 5 kwietnia 1987 w Pretorii) – drugi premier Lesotho.

## Życiorys
Jako jeden z prawnuków poligamicznych związków pierwszego króla Basuto, Moshoeshoe I, Jonathan pełnił w młodości rolę przywódcy grupy (induna) robotników w jednej z kopalni w Brakpan. Później stanął na czele zamieszek w kopalni przeciw złym warunkom pracy, a w 1937 trafił do samorządowych struktur kolonii Basuto, był też członkiem delegacji samorządu kolonii do Londynu. W 1959 przeszedł na katolicyzm; w tym samym roku założył Narodową Partię Basuto (Basutoland National Party – BNP); po uzyskaniu niepodległości przez Basuto przemianowana została na Narodową Partię Basotho (Basotho National Party).
Urząd premiera objął 5 lipca 1965, jeszcze w czasie, kiedy kraj ten – jako brytyjska kolonia Basuto – przygotowywał się do odzyskania niepodległości, co nastąpiło w 1966; kraj zmienił nazwę na Lesotho i przyjął ustrój monarchii parlamentarnej. Od początku istnienia tego państwa jego król pełnił jedynie rolę reprezentacyjną, a rzeczywista władza znajdowała się w rękach premiera. Kiedy zatem w pierwszych wyborach po uzyskaniu niepodległości, rozpisanych na styczeń 1970, BNP uzyskała tylko 23 miejsca w parlamencie wobec 36 uzyskanych przez opozycyjną lewicową Partię Kongresową Basotho, kontrolujący cały aparat państwowy L. Jonathan unieważnił wybory, zawiesił konstytucję, wprowadził stan wyjątkowy, aresztował czołowych polityków opozycji, a króla Moshoeshoe II zmusił do kilkumiesięcznej emigracji. Rządził samodzielnie przez następne lata, a pomimo silnej zależności gospodarczej i wojskowej jego kraju od otaczającego go ze wszystkich stron jedynego i wielokroć większego sąsiada, Republiki Południowej Afryki, krytycznie odnosił się do południowoafrykańskiego apartheidu i wspierał nielegalny w Południowej Afryce African National Congress (ANC – Afrykański Kongres Narodowy).
Od 1979 roku przeciwko jego rządom trwała rebelia partyzanckiej Armii Wyzwolenia Lesotho.
15 stycznia 1986 generał Justin Metsing Lekhanya, wspierany zarówno przez RPA, jak i przez Kongres Panafrykański dokonał w Lesotho wojskowego zamachu stanu obalając Jonathana i umieszczając go w areszcie domowym. W kwietniu roku następnego Leabua Jonathan zmarł na zawał serca.